# Cristian Maciel
Cristian Maciel, vollständiger Name Cristhian Stivens Maciel Gallo, (* 12. Februar 1992 in Montevideo) ist ein uruguayischer Fußballspieler.

## Karriere
Der 1,74 Meter große Mittelfeldakteur Maciel, dessen Vorname auch in der Schreibweise Cristhian geführt wird, steht mindestens seit der Spielzeit 2012/13 im Kader des uruguayischen Erstligisten River Plate Montevideo. In jener Saison absolvierte er zwei Partien (kein Tor) in der Primera División. In der Folgespielzeit 2013/14 lief er in drei weiteren Erstligabegegnungen auf. Ein Tor erzielte er ebenfalls nicht. In der Apertura 2014 wurde er einmal (kein Tor) in der höchsten uruguayischen Spielklasse eingesetzt. Anfang Februar 2015 wurde er an den Erstligisten Tacuarembó FC ausgeliehen und bestritt bis Saisonende 13 Ligaspiele (kein Tor). Am Saisonende stieg er mit der Mannschaft ab. In der Spielzeit 2015/16 wurde er in 18 Zweitligapartien (ein Tor) eingesetzt. Anschließend kehrte er zu River zurück. Bei den Montevideanern blieb er sodann ohne Pflichtspieleinsatz bei den Profis. Seit Anfang Januar 2017 setzt er seine Karriere bei Deportivo Guastatoya fort. Für die Guatemalteken lief er bislang (Stand: 11. Februar 2017) in einem Ligaspiel (kein Tor) auf.